# Русь (Ольштинський повіт)
Русь (пол. Ruś, нім. Reußen) — село в Польщі, у гміні Ставіґуда Ольштинського повіту Вармінсько-Мазурського воєводства.
Населення — 424 особи (2011).
У 1975-1998 роках село належало до Ольштинського воєводства.

## Демографія
Демографічна структура станом на 31 березня 2011 року:
|          | Загалом | Допрацездатний вік | Працездатний вік | Постпрацездатний вік |
| -------- | ------- | ------------------ | ---------------- | -------------------- |
| Чоловіки | 216     | 46                 | 156              | 14                   |
| Жінки    | 208     | 39                 | 136              | 33                   |
| Разом    | 424     | 85                 | 292              | 47                   |